# 天廚六
天龍座π，又名BD+65 1345，HD 182564、SAO 18299、HR 7371，是天龍座的一颗恒星，视星等为4.59，位于銀經96.9，銀緯21.66，其B1900.0坐标为赤經19h 20m 9.3s，赤緯+65° 21.66′ 19″。